# Хамаров Руслан Рахимович
Руслан Рахімович Хамаров (нар. 1973) — український серійний вбивця, який убив протягом 2000-2003 років 11 жінок. Засуджений судом до довічного ув'язнення.

## Ранні роки
Народився у 1973 році. По лінії батька належав до уйгурів. У 1981 році батько покинув сім'ю, прийняв іслам і переїхав до Махачкали. У 1985 році його мати скоїла самогубство, стрибнувши під потяг.
Потім у житті Хамарова були дитбудинок і ПТУ, яке він закінчив у 1991 році. Тоді ж був засуджений за крадіжку та засуджений судом до 2,5 років позбавлення волі. Звільнився у 1993 році.
З 1993 по 1997 рік проживав у Запоріжжі, де повторно здійснив крадіжку та частину терміну (з 1997 по 2000 роки) провів у психіатричній лікарні.
2000 року звільнився і повернувся до Бердянська, де родичі купили йому кімнату, хоча Хамаров ніде й дня не пропрацював.

## Серія вбивств 2000-2003 років
У листопаді 2000 року Хамаров скоїв перше вбивство. Жертвою стала 47-річна жінка, надалі вбивав молодших жінок.
Хамаров знайомився з жертвами в парку, в барах або на танцювальних вечірках, запрошував до себе додому, напував горілкою до втрати самоконтролю, вступав із жертвою в статевий контакт або тільки починав і вибачався, після чого виходив у коридор, виймав із-за обшивки саморобний ніж (іноді брав молоток чи пляшку), повертався до кімнати і завдав жертві кілька ударів. Потім він робив статевий акт із трупом. Трупи скидав у колодязь.
За спогадами його колишніх подруг, Хамаров тижнями не мився і мав вигляд пошарпаного обірванця, але це не заважало йому спокушати жінок.
Усього з листопада 2000 по лютий 2003 року вбив 11 жінок та дівчат.

Ось що про нього говорить начальник УВС міста Бердянська Віктор Бурмаков:
Хамаров не дебіл, а шизофренік. Інтелект у нього досить високий, побудова фраз грамотна. Докладно пам'ятає, де, що, коли і з ким зробив. Він легко знайомився із дівчатами. Вони добровільно йшли до нього, вступали у статеві контакти. Зазвичай жертва не встигала чинити опір. Тіло він загортав у простирадло, скидав уночі у колодязь і присипав сміттям. Криниця глибока, там навіть у спеку вода холодна, трупи лежали, як у холодильнику. Запаху не було. Місце глухе. От і не надходило від сусідів жодних сигналів »
Його останньою жертвою стала Поліна Ізвекова, дівчина 17 років, яка вже мала дитину. Хамаров убив її 24 лютого 2003 року. 27 лютого мати дівчини звернулася до міліції. 1 березня до Хамарова приїхав наряд міліції. У колодязі було виявлено тіло Ізвекової, але Хамаров сказав: "Там ще десять ". Він був негайно заарештований. Згодом усі трупи були доставлені на поверхню.

## Суд та вирок
Експертиза визнала Руслана Хамарова осудним у моменти скоєння вбивств, і тому рішенням закритого (оскільки одна з жертв була неповнолітньою) суду, що розпочався 9 лютого 2004 року (кримінальна справа складалася з 7 томів), Хамаров отримав покарання за статтями 115 (частини 1 умисне вбивство двох і більше осіб) та 141 (грабіж) КК України — довічне позбавлення волі .